# دنيس هولمبرغ
دنيس هولمبرغ (بالإنجليزية: Dennis Holmberg)‏ هو لاعب كرة قاعدة أمريكي، ولد في 2 أغسطس 1951 في فريمونت في الولايات المتحدة.

## وصلات خارجية
- دنيس هولمبرغ على موقعبيزبول رفرنس.كوم (الدوري الثانوي) (الإنجليزية)